# 向阳街道 (石河子市)
向阳街道，中华人民共和国新疆维吾尔自治区石河子市下属的一个街道，位于市区东北部。

## 建制沿革
- 1981年，置向阳街道。

## 行政区划
向阳街道下辖10个社区：
- 一小区社区、二十小区社区、二十一小区社区、二十二小区第一社区、二十二小区第二社区、二十三小区社区、二十九小区社区、三十一小区社区、北子午路社区、龙岩社区